# 장산범 (영화)
《장산범》은 2017년에 개봉한 대한민국의 영화이다. 장산범은 부산광역시 장산이나 소백산맥 등 산속에서 출몰한다는, 호랑이를 닮은 괴생명체(크립티드)에 대한 도시전설이다.

## 캐스팅
- 염정아 : 희연 역
- 박혁권 : 민호 역
- 허진 : 순자 역
- 신린아 : 여자애 역
- 방유설 : 준희 역
- 이준혁 : 중년사내 역
- 길해연 : 김 무녀 역
- 이율 : 김 형사 역
- 이주원 : 정수 역
- 박수영 : 민지 역
- 노수산나 : 민 순경 역
- 정지훈 : 준서 역
- 이채은 : 효정 역
- 황재원 : 효민 역
- 장리우 : 지혜 역
- 전현아 : 김 원장 역
- 이자령 : 아낙네 역
- 이달 :  경찰 1 역
- 주지훈 : 허름한소년 역
- 이상옥 : 음악치료사 역
- 이성배 : 수의사동료 역
- 임종윤 : 박 형사 역 (특별출연)
- 이장원 : 장산범 (목소리) 역 (특별출연)
- 정준원 : 순자오빠 (목소리) 역 (특별출연)
- 김수안 : 순자언니 (목소리) 역 (특별출연)
- 조현임 : 여자애엄마 (목소리) 역 (특별출연)